# 相原昇 (バレーボール)
相原 昇（あいはら のぼる、1968年7月2日 - ）は、日本のバレーボール指導者である。
元東九州龍谷高等学校教諭、同校女子バレーボール部監督。

## 来歴

### 現役時代
東京都品川区出身。寿司屋を営む両親のもとで次男として生まれた。昇が小学5年の時に両親が離婚し、女手一つで育てられた。品川区立荏原第二中学校に進学し、バレー部に入部する。監督の菊池実に師事し、菊池が目黒区立第四中学校に転勤する際には、相原も転校して、菊池の指導を受けた。相原は全日本中学選抜メンバーに選出されると、中学選抜メンバーで台湾遠征した試合ではベストスパイカーに選出されている。バレーボール強豪校である東洋高等学校時代に進学すると、チーム主将でエース兼セッターとして、第16回全国高等学校バレーボール選抜優勝大会などで活躍した。
大学は日本体育大学に進学し、最高学年の4年生のときに初レギュラーを獲得し、春秋の関東大学1部リーグではレシーブ賞を獲得した。
4年生最後と大会となる全日本バレーボール大学男女選手権大会が近づいた1990年10月にバレーボール部の中田茂部長が急逝したが、準決勝戦でフルセットの末に法政大学に勝利して決勝進出を決め、東海大学との決勝戦は3-1で勝利するとともに、自らもレシーブ賞を獲得した。なお、同大会女子大会においても日体大が優勝し、アベック優勝を果たしている。卒業後は指導者としての活動を選び、1993年に開催される東四国国体の開催県である香川県が、バレーボール競技成人6人制種目では香川教員クラブを強化チームに指定し、教員選手の強化、補強に力を注いでいることから。香川県に教員採用されて香川教員クラブ所属となった。当時の同クラブは相原と麓哲哉（元神戸製鋼排球団所属、後に香川県立高松工芸高等学校バレーボール部監督）を核とするチームで、1993年の国体本大会6人制成人男子種目では香川県勢では史上初となる3位入賞を果たした。また全日本6人制バレーボールクラブカップ選手権大会においては、1992年に準優勝、1994年優勝を果たしてチームは解散し、相原も現役にピリオドを打った。

### 指導者として

#### 高松北高等学校時代
1995年春に香川県立高松北高等学校に着任する。1995年夏の高校総体香川県予選は選手が全てを1年生のチームながら優勝し、本大会出場を果たした。翌1996年の春高バレーでも初出場を果たした。同年夏の高校総体ではベスト8、1997年の高校総体でベスト4を果たした。
相原は個人的な借入金でバレーボール部の寮を建設して選手に合宿生活をさせ、2003年の春高バレーでは、筒井視穂子らを擁してベスト4などの戦績を残し、一躍全国強豪校の仲間入りを果たしたが、県教育委員会から、県立校における部活動で寮生活をすることが問題され、高松北高校体育コースまでが廃止されてしまった。翌年の2004年の春高バレーでは初戦敗退となり、高松北高校時代の終焉を迎えた。

#### 東九州龍谷高等学校時代
2004年春、東九州龍谷高等学校に転任した相原は大木正彦の後任としてバレーボール部コーチに就任した。2005年の春高バレーではベスト4入りを果たし、2006年春から正式に監督に就任した。2009年の皇后杯ではVプレミアリーグの2チームに競り勝ち準決勝に進出したが、準決勝の久光製薬戦で敗れた。2012年の春高バレー（全国高等学校バレーボール選抜優勝大会・全日本バレーボール高等学校選手権大会）を五連覇を果たした。
2019年、東九州龍谷高等学校監督を退任。年代別日本女子代表監督と日本女子代表コーチを務める。
2021年、東九州龍谷高等学校に復帰。教頭に就任した。
2025年4月、SVリーグのAstemoリヴァーレ茨城監督就任が発表された。5月末に東九州龍谷高等学校を退職した。

## エピソード
- 2006年3月15日、東龍の女子選手Aは練習中に倒れ、17日朝に天国へと旅立った。死因は劇症型ウィルス性心筋炎であった。相原は「こんなに辛いことは初めて」と嘆いた。春高バレー直前であったが、選手たちは練習に実の入らない時が続く。Aの両親は「Aのために頑張って欲しい」と選手たちを励ました。春高バレーが開幕すると、チームは一戦一戦調子をあげていく。相原も「Aに金メダルを持って帰るぞ」と選手たちを励まし続けた。Aの遺影がベンチに陣取るなか、1987年に大木正彦が優勝（当時は扇城高等学校）に導いて以来、19年ぶり2度目の春高バレー優勝を果たした[32][33]。

- 2007年5月、隣県のある中学教員から「山川町（現みやま市）にすごい選手がいる」と連絡が入る。すぐに視察に赴いた相原は「これまで日本にはいないタイプのサウスポーで、すごい可能性を秘めている」と感じた。すぐに自校への入学を勧めた。同年に選手の実父は急逝したが、その亡くなる前日に相原は病床を見舞い、「必ず全日本のエースになるよう育てる」と約束した[34]。選手は2007年の第6回ユースアジア選手権でMVP及びベストスパイカーを獲得[35]するなど相原の指導のもとに順調に育ち、日本のトップチームである久光製薬スプリングスに入団、リオデジャネイロオリンピックでは日本選手最高得点をマークして[36]押しも押されもせぬ日本人エースとなった。その選手は長岡望悠である[37]。

### 家族
両親の離婚で生き別れとなった兄・健志は、監督（外部指導員）として2003年に東京都立雪谷高等学校を第85回全国高等学校野球選手権大会に導き、2016年4月から日本体育大学荏原高等学校野球部監督に就任している。
妻は同い年生まれ。卓球の名門専修大学を卒業した元プロ卓球選手で、現在は高松市で卓球教室を主宰している。一人娘は青森山田中学高等学校から関東の大学に進んだ学生卓球選手である

### 指導法
- 相原の指導方法についていくつか紹介しておく[2]。
(1) 練習試合を行うのはVプレミアのチームに合宿にいった時だけで、他校との練習試合は行わない。専ら校内での紅白戦のみであり、レギュラーと準レギュラーが分け隔てなく練習が行える[40]。2007年の主力メンバーはユース世界選手権に参加しており控えメンバーで高校総体を戦ったが、準々決勝で優勝した九州文化学園高等学校相手にフルセットの大接戦を演じ、控え選手のレベルの高さを見せつけた。
(2) 筋力トレーニングは行わない。筋力トレーニングは後年でもできるが、身体の使い方など高校時代にしか習得できないことを優先している。
(3) 練習時間が短い。毎日授業終了後から午後6時くらいまで練習にあて、その後は身体のケアや睡眠時間を多くとることを選手たちに指導している。
相原が一番強化してきたのは「人間力」だという。切羽詰まった時に逃げ出さず、立ち向かう力が人間力で、これが強いものが勝利できるという信念である[41]。

## 選手時代の所属チーム
- 品川区立荏原第二中学校
- 目黒区立第四中学校
- 東洋高等学校（1984-1987年）
- 日本体育大学（1987-1991年）
- 香川教員クラブ（1991-1995年）

## 受賞歴
- 1990年
  - 関東大学バレーボールリーグ春季リーグ レシーブ賞[6]
  - 関東大学バレーボールリーグ秋季リーグ レシーブ賞[7]
  - 全日本バレーボール大学男女選手権大会 レシーブ賞[2]

## 指導者としての戦績

### 高松北高等学校時代
| 年   | 春高バレー（選抜優勝大会） | 高校総体       | 国体           |
| ---- | -------------------------- | -------------- | -------------- |
| 1995 | -                          | グループ戦敗退 | ※（2回戦敗退） |
| 1996 | 1回戦敗退                  | ベスト8        | ※（7位）       |
| 1997 | 2回戦敗退                  | ベスト4        | 7位            |
| 1998 | ベスト8                    | ベスト8        | 7位            |
| 1999 | 2回戦敗退                  | 1回戦敗退      | ※（1回戦敗退） |
| 2000 | 2回戦敗退                  | 3回戦敗退      | 不出場         |
| 2001 | ベスト8                    | 3回戦敗退      | 7位            |
| 2002 | 2回戦敗退                  | 2回戦敗退      | 不出場         |
| 2003 | ベスト4                    | 2回戦敗退      | 7位            |
| 2004 | 1回戦敗退                  |                |                |

「国体」列の※印は香川選抜チームが出場しており相原は指揮をとっていない。（）内の記録は参考として掲載した。印なしは高松北高等学校単独チームとして出場。

### 東九州龍谷高等学校時代
| 年   | 春高バレー（選手権大会） | 春高バレー（選抜優勝大会） | 高校総体  | 国体             | 皇后杯               |
| ---- | ------------------------ | -------------------------- | --------- | ---------------- | -------------------- |
| 2004 | -                        | -                          | 2回戦敗退 | 九州ブロック敗退 | -                    |
| 2005 | -                        | ベスト4                    | ベスト8   | 準優勝           | -                    |
| 2006 | -                        | 優勝                       | ベスト4   | 九州ブロック敗退 | -                    |
| 2007 | -                        | 準優勝                     | ベスト8   | 準優勝           | -                    |
| 2008 | -                        | 優勝                       | 優勝      | 準優勝           |                      |
| 2009 | -                        | 優勝                       | 優勝      | 優勝             | ベスト4              |
| 2010 | -                        | 優勝                       | ベスト4   | 準優勝           |                      |
| 2011 | 優勝                     | -                          | 優勝      | 4位              | ブロックラウンド敗退 |
| 2012 | 優勝                     | -                          | 2回戦敗退 | 4位              | ファイナル1回戦敗退  |
| 2013 | 3回戦敗退                | -                          | 優勝      | 5位              | ブロックラウンド敗退 |
| 2014 | 準優勝                   | -                          | 3回戦敗退 | 7位              | 不出場               |
| 2015 | ベスト4                  | -                          | 2回戦敗退 | 2回戦敗退        | ファイナル2回戦敗退  |
| 2016 | 2回戦敗退                | -                          | ベスト4   | 2回戦敗退        | ファイナル1回戦敗退  |
| 2017 | 3回戦敗退                | -                          | 優勝      | 準優勝           | 不出場               |
| 2018 | 準優勝                   | -                          | ベスト4   | 3位              |                      |
| 2019 | 準優勝                   |                            |           |                  |                      |

### 全日本ユース・ジュニア・シニア
- 2007年 - ユース代表監督 - 第6回ユースアジア選手権 金メダル[35]、第10回ユース世界選手権 7位[111]
- 2008年 - ジュニア代表監督 - 第14回ジュニアアジア選手権 金メダル[112]
- 2019年 - ジュニア代表監督 - 第20回世界ジュニア選手権 金メダル
- 2019年 - 監督 - 第20回アジア女子選手権大会 金メダル（シニアカテゴリーの大会にU23メンバーで優勝）
- 2019年 - 全日本シニア コーチに就任（U19・U20監督兼任）

## 主な指導選手

### 高松北高等学校時代
- 遠藤りつこ
- 千野葉子
- 筒井視穂子
- 横手直子

### 東九州龍谷高等学校時代
オリンピアン
- 河合由貴
- 長岡望悠
- 鍋谷友理枝

Vリーグ/Vプレミアリーグ
| - 芥川愛加 - 岩坂名奈 - 宇田沙織 - 衛藤智美 - 梶原雪路 - 片下恭子 - 加藤光 - 川原麻実 - 木村有希 - 熊本比奈 | - 栄絵里香 - 竹内あか里 - 筒井さやか - 戸江真奈 - 比金桃子 - 松浦寛子 - 南早希 - 村田しおり |